# 76º Campeonato Brasileiro Absoluto de Xadrez
O 76º Campeonato Brasileiro Absoluto de Xadrez foi uma competição de xadrez organizada pela CBX referente ao ano de 2009. A fase final foi disputada na cidade de Americana entre 2 de dezembro e 11 de dezembro de 2009. O GM Giovanni Vescovi venceu a competição com 8.5 pontos em 11 possíveis. Foi o sexto título brasileiro de Vescovi.

## Fase final
O campeonato é disputado no sistema de pontos corridos onde aquele que somar o maior número de pontos ao final das 11 rodadas sagra-se campeão brasileiro.
Ritmo de Jogo: 1:30 h + 30 segundos de acréscimo por lance.
Sistema de pontuação
- 1,0 ponto por vitória
- 0,5 ponto por empate
- 0,0 ponto por derrota

Critérios de desempate
1. Confronto Direto
2. Sonneborn Berger
3. Maior número de vitórias
4. Sorteio

## Resultado
| Classificação Final | Classificação Final          | Classificação Final | Classificação Final | Classificação Final | Classificação Final | Classificação Final | Classificação Final |
| Pos.                | Nome                         | UF                  | Pontos              | Confronto           | Berger              | Vitórias            |                     |
| ------------------- | ---------------------------- | ------------------- | ------------------- | ------------------- | ------------------- | ------------------- | ------------------- |
| 1º                  | Giovanni Vescovi             | SP                  | 8.5                 | -                   | 39.50               | 7                   |                     |
| 2º                  | Gilberto Milos               | SP                  | 8.0                 | -                   | 37.50               | 5                   |                     |
| 3º                  | Krikor Mekhitarian           | SP                  | 7.5                 | 1                   | 35.00               | 6                   |                     |
| 4º                  | Rafael Leitão                | SP                  | 7.5                 | 0                   | 36.50               | 5                   |                     |
| 5º                  | Alexandr Fier                | SP                  | 6.5                 | 1                   | 33.75               | 3                   |                     |
| 6º                  | André Diamant                | SP                  | 6.5                 | 0                   | 33.00               | 5                   |                     |
| 7º                  | Roberto Molina               | MG                  | 5.0                 | -                   | 23.25               | 4                   |                     |
| 8º                  | Everaldo Matsuura            | SP                  | 4.5                 | -                   | 20.75               | 1                   |                     |
| 9º                  | Jorge Bittencourt            | ES                  | 3.5                 | -                   | 13.00               | 2                   |                     |
| 10º                 | Yago Santiago                | PE                  | 3.0                 | ½                   | 14.75               | 1                   |                     |
| 11º                 | Carlos Alberto Barreto Filho | RN                  | 3.0                 | ½                   | 10.50               | 1                   |                     |
| 12º                 | Máximo Iack Macedo           | RN                  | 2.5                 | -                   | 13.50               | 1                   |                     |

## Fase semifinal
A fase classificatória foi realizada no Sistema Suíço em 7 rodadas.
Sistema de pontuação
- 1.0 ponto por vitória e bye
- 0.5 ponto por empate
- 0.0 ponto por derrota

Classificação após as 7 rodadas
| Pos | Tít. | Nome                             | Pts | M-Buch | Buch | Prog | Rating | 1.Rd    | 2.Rd    | 3.Rd    | 4.Rd    | 5.Rd    | 6.Rd    | 7.Rd    |
| --- | ---- | -------------------------------- | --- | ------ | ---- | ---- | ------ | ------- | ------- | ------- | ------- | ------- | ------- | ------- |
| 1º  |      | Macedo Maximo Iack Miranda       | 6,0 | 23,5   | 31,0 | 25,0 | 2310   | 76º vit | 47º vit | 4º emp  | 8º vit  | 15º vit | 3º vit  | 6º emp  |
| 2º  | IM   | Jorge Bittencourt                | 5,5 | 22,5   | 32,5 | 22,5 | 2454   | 19º vit | 16º vit | 13º emp | 4º emp  | 18º vit | 17º emp | 15º vit |
| 3º  |      | Yago Santiago                    | 5,5 | 22,5   | 31,0 | 25,5 | 2333   | 49º vit | 23º vit | 26º vit | 33º vit | 7º vit  | 1º der  | 4º emp  |
| 4º  | FM   | Barreto Filho Carlos Alberto     | 5,5 | 22,0   | 30,0 | 23,0 | 2256   | 69º vit | 51º vit | 1º emp  | 2º emp  | 33º vit | 9º vit  | 3º emp  |
| 5º  | FM   | Molina Roberto Junio Brito       | 5,5 | 21,0   | 28,5 | 20,5 | 2342   | 27º emp | 59º vit | 10º vit | 13º der | 43º vit | 22º vit | 17º vit |
| 6º  | IM   | Everaldo Matsuura                | 5,5 | 20,5   | 30,0 | 23,5 | 2483   | 37º vit | 14º vit | 24º emp | 34º vit | 13º emp | 26º vit | 1º emp  |
| 7º  | IM   | Krikor Mekhitarian               | 5,5 | 20,5   | 29,5 | 22,5 | 2496   | 40º vit | 18º vit | 34º emp | 22º vit | 3º der  | 25º vit | 13º vit |
| 8º  |      | Gieseler Ronny Knoch             | 5,0 | 21,0   | 30,5 | 20,0 | 2001   | 25º vit | 48º vit | 11º emp | 1º der  | 23º emp | 28º vit | 26º vit |
| 9º  | IM   | Rocha Wellington Carlos          | 5,0 | 20,0   | 29,0 | 20,0 | 2426   | 29º vit | 33º der | 37º vit | 36º vit | 14º vit | 4º der  | 16º vit |
| 10º |      | Almeida Vitor Mauricio Santos de | 5,0 | 19,5   | 28,5 | 18,0 | 2007   | 36º emp | 39º vit | 5º der  | 21º vit | 24º emp | 33º vit | 23º vit |
| 11º |      | Evandro Amorim Barbosa           | 5,0 | 19,0   | 26,0 | 20,5 | 2293   | 46º vit | 65º vit | 8º emp  | 35º emp | 16º der | 36º vit | 32º vit |
| 12º |      | Souza Filho Namyr Carlos de      | 5,0 | 18,0   | 23,5 | 18,0 | 2123   | 75º vit | 34º der | 20º vit | 14º der | 67º vit | 24º vit | 31º vit |
| 13º |      | Bueno Alfeu Junior Varela        | 4,5 | 23,5   | 31,5 | 22,0 | 2275   | 61º vit | 63º vit | 2º emp  | 5º vit  | 6º emp  | 16º emp | 7º der  |
| 14º |      | Rego Vinicius Vilela de Almeida  | 4,5 | 21,5   | 29,5 | 18,0 | 2243   | 62º vit | 6º der  | 40º vit | 12º vit | 9º der  | 19º emp | 41º vit |
| 15º |      | Oliveira Silvio Eduardo Camargo  | 4,5 | 21,0   | 30,0 | 21,0 | 2371   | 52º vit | 35º emp | 28º vit | 24º vit | 1º der  | 27º vit | 2º der  |
| 16º | FM   | Mascarenhas Alberto Pinheiro     | 4,5 | 21,0   | 29,0 | 20,0 | 2206   | 53º vit | 2º der  | 49º vit | 39º vit | 11º vit | 13º emp | 9º der  |
| 17º |      | Matsuura Frederico               | 4,5 | 19,5   | 27,5 | 21,0 | 2309   | 44º vit | 58º vit | 33º der | 47º vit | 28º vit | 2º emp  | 5º der  |
| 18º |      | Cordeiro Marco Aurélio Zaror     | 4,5 | 19,0   | 27,0 | 18,5 | 2225   | 54º vit | 7º der  | 55º vit | 58º vit | 2º der  | 37º vit | 20º emp |
| 19º |      | Abdalla Luiz Guilherme Aureli    | 4,5 | 18,0   | 25,5 | 15,5 | 2096   | 2º der  | 53º emp | 66º vit | 38º vit | 48º emp | 14º emp | 39º vit |
| 20º |      | Reis Renan do Carmo              | 4,5 | 17,5   | 25,0 | 15,5 | 2191   | 35º der | 52º vit | 12º der | 49º vit | 47º vit | 38º vit | 18º emp |
| 21º |      | Renato R. Quintiliano Pinto      | 4,5 | 16,0   | 22,5 | 16,0 | 2119   | 73º vit | 22º emp | 35º der | 10º der | 62º vit | 51º vit | 34º vit |
| 22º |      | Gazel Frederico                  | 4,0 | 22,0   | 31,0 | 18,5 | 2281   | 32º vit | 21º emp | 43º vit | 7º der  | 45º vit | 5º der  | 29º emp |
| 23º |      | Bortoloso Moacir Canella         | 4,0 | 21,0   | 29,5 | 17,5 | 2194   | 42º vit | 3º der  | 46º vit | 27º emp | 8º emp  | 50º vit | 10º der |
| 24º | FM   | Pereira Silvio Cunha             | 4,0 | 20,5   | 28,0 | 18,0 | 2278   | 66º vit | 41º vit | 6º emp  | 15º der | 10º emp | 12º der | 54º vit |
| 25º |      | Okamura Milton Kasuo             | 4,0 | 20,0   | 27,5 | 16,5 | 2191   | 8º der  | 69º vit | 44º vit | 45º emp | 29º vit | 7º der  | 27º emp |
| 26º |      | Silveira Filho Neri da Silva     | 4,0 | 20,0   | 27,0 | 20,0 | 2270   | 72º vit | 30º vit | 3º der  | 65º vit | 35º vit | 6º der  | 8º der  |
| 27º |      | Nunes Allan Hurba                | 4,0 | 19,5   | 27,0 | 17,5 | 2023   | 5º emp  | 66º vit | 36º emp | 23º emp | 34º vit | 15º der | 25º emp |
| 28º |      | Fucs Paulo Moses                 | 4,0 | 19,5   | 26,0 | 18,0 | 2199   | 70º vit | 38º vit | 15º der | 30º vit | 17º der | 8º der  | 50º vit |
| 29º |      | Miranda Alexandre Pinto          | 4,0 | 18,0   | 26,0 | 15,0 | 2054   | 9º der  | 57º vit | 38º emp | 41º vit | 25º der | 47º vit | 22º emp |
| 30º |      | Verdibello Mario Arnaldo Batista | 4,0 | 15,5   | 20,5 | 15,0 | 2109   | 74º vit | 26º der | 67º vit | 28º der | 31º der | 64º vit | 53º vit |
| 31º |      | Cunha e Silva Carlos Alberto V.  | 4,0 | 15,0   | 21,0 | 15,0 | 1974   | 34º der | 75º vit | 58º der | 73º vit | 30º vit | 48º vit | 12º der |
| 32º |      | Macedo Alexandre Ricardo Soares  | 4,0 | 12,5   | 18,5 | 14,0 | 1980   | 22º der | 73º der | 70º vit | 74º vit | 65º vit | 35º vit | 11º der |
| 33º |      | Paiva Pedro Henrique de          | 3,5 | 23,5   | 32,0 | 18,5 | 2221   | 57º vit | 9º vit  | 17º vit | 3º der  | 4º der  | 10º der | 42º emp |
| 34º | FM   | Gauche Charles                   | 3,5 | 23,0   | 32,0 | 17,5 | 2279   | 31º vit | 12º vit | 7º emp  | 6º der  | 27º der | 45º vit | 21º der |
| 35º |      | Salles Leandro Luiz Krause de    | 3,5 | 21,5   | 30,0 | 17,5 | 2198   | 20º vit | 15º emp | 21º vit | 11º emp | 26º der | 32º der | 37º emp |
| 36º |      | Guimaraes Diogo Duarte           | 3,5 | 21,0   | 28,5 | 15,5 | 2179   | 10º emp | 60º vit | 27º emp | 9º der  | 46º vit | 11º der | 44º emp |
| 37º |      | Leitao Nicolau Duailibe          | 3,5 | 19,5   | 27,5 | 13,5 | 2097   | 6º der  | 62º vit | 9º der  | 50º vit | 42º vit | 18º der | 35º emp |
| 38º | FM   | Teixeira Ricardo da Silva        | 3,5 | 18,5   | 25,5 | 13,5 | 2364   | 55º vit | 28º der | 29º emp | 19º der | 52º vit | 20º der | 60º vit |
| 39º |      | Crespo Antonio Rogerio           | 3,5 | 18,0   | 24,5 | 13,5 | 2139   | 50º emp | 10º der | 73º vit | 16º der | 59º vit | 40º vit | 19º der |
| 40º |      | Neves Andrey Marcelo de Souza    | 3,5 | 16,0   | 24,0 | 12,0 | 2100   | 7º der  | 54º vit | 14º der | 61º emp | 56º vit | 39º der | 63º vit |
| 41º |      | Miranda Neto Jayme Amorim        | 3,5 | 16,0   | 22,5 | 14,5 | 2117   | 67º vit | 24º der | 56º emp | 29º der | 60º vit | 58º vit | 14º der |
| 42º |      | Araujo Filho Luiz Antonio Coelho | 3,5 | 16,0   | 22,0 | 11,5 | 2111   | 23º der | 49º der | 69º vit | 44º vit | 37º der | 55º vit | 33º emp |
| 43º |      | Schutt Ricardo de Amorim         | 3,5 | 15,5   | 23,5 | 15,5 | 2136   | 78º emp | 68º vit | 22º der | 59º vit | 5º der  | 61º vit | W.O     |
| 44º |      | Rodrigues Bruno Morado           | 3,5 | 15,5   | 21,0 | 11,5 | 1999   | 17º der | 77º vit | 25º der | 42º der | 74º vit | 68º vit | 36º emp |
| 45º |      | Cantarino Neto Mario Ribeiro     | 3,5 | 15,5   | 20,5 | 14,5 | 2108   | 68º emp | 50º emp | 74º vit | 25º emp | 22º der | 34º der | 61º vit |
| 46º |      | Lage Sergio Correa Magalhaes     | 3,5 | 15,0   | 21,0 | 12,0 | 1992   | 11º der | 64º vit | 23º der | 71º vit | 36º der | 63º emp | 58º vit |
| 47º |      | Fascetti Angelo de Leon Cultri   | 3,0 | 18,5   | 26,5 | 13,0 | 2159   | 56º vit | 1º der  | 51º vit | 17º der | 20º der | 29º der | 69º vit |
| 48º |      | Galati Mario Augusto             | 3,0 | 18,0   | 25,5 | 14,0 | 2194   | 79º emp | 8º der  | 60º vit | 56º vit | 19º emp | 31º der | W.O     |
| 49º |      | Sa Edivaldo Alves de             | 3,0 | 17,5   | 24,5 | 10,0 | 2019   | 3º der  | 42º vit | 16º der | 20º der | 73º vit | 54º der | 68º vit |
| 50º |      | Mariani Daniel Brandao           | 3,0 | 17,5   | 24,0 | 14,5 | 1850   | 39º emp | 45º emp | 63º vit | 37º der | 55º vit | 23º der | 28º der |
| 51º |      | Camara Jose de Arruda            | 3,0 | 16,5   | 24,5 | 13,0 | 1954   | 80º vit | 4º der  | 47º der | 63º vit | 58º emp | 21º der | 52º emp |
| 52º |      | Abelha Mozart Rosa               | 3,0 | 15,5   | 22,0 | 9,5  | 2031   | 15º der | 20º der | 68º vit | 62º emp | 38º der | 67º vit | 51º emp |
| 53º |      | Branchini Fernando Luis Sakamoto | 3,0 | 15,5   | 21,5 | 10,0 | 1819   | 16º der | 19º emp | 59º der | 68º emp | 72º vit | 65º vit | 30º der |
| 54º |      | Stein Adriano Baldo              | 3,0 | 15,0   | 20,5 | 10,0 | 1865   | 18º der | 40º der | 77º vit | 55º der | 71º vit | 49º vit | 24º der |
| 55º |      | Wolff Carlos Alberto             | 3,0 | 14,5   | 20,5 | 11,0 | 2029   | 38º der | 70º vit | 18º der | 54º vit | 50º der | 42º der | 67º vit |
| 56º |      | Damous Felipe Soares             | 3,0 | 14,5   | 20,0 | 10,5 | 1872   | 47º der | 76º vit | 41º emp | 48º der | 40º der | 59º emp | 66º vit |
| 57º |      | Moura Fabio Bianchi de           | 3,0 | 12,0   | 17,5 | 7,0  | 1845   | 33º der | 29º der | 76º der | 66º vit | 64º der | 73º vit | 65º vit |
| 58º | WFM  | Juliana Sayumi Terao             | 2,5 | 18,0   | 24,5 | 13,5 | 2153   | 77º vit | 17º der | 31º vit | 18º der | 51º emp | 41º der | 46º der |
| 59º |      | Osorio Jose Eustaquio Hatem      | 2,5 | 16,5   | 24,5 | 10,0 | 1986   | 81º emp | 5º der  | 53º vit | 43º der | 39º der | 56º emp | 64º emp |
| 60º |      | Lahud Tarcisio Jose              | 2,5 | 16,0   | 22,0 | 9,5  | 1978   | 82º emp | 36º der | 48º der | 64º vit | 41º der | 62º vit | 38º der |
| 61º |      | Rodrigues Flavio Leite           | 2,5 | 15,0   | 20,5 | 11,0 | 1915   | 13º der | 71º vit | 65º der | 40º emp | 76º vit | 43º der | 45º der |
| 62º |      | Schmidt Osmar Raulino            | 2,5 | 14,5   | 20,0 | 8,0  | 1873   | 14º der | 37º der | 75º vit | 52º emp | 21º der | 60º der | 71º vit |
| 63º |      | Silveira Rogerio Zanon da        | 2,5 | 13,5   | 19,0 | 11,0 | 2113   | 71º vit | 13º der | 50º der | 51º der | 75º vit | 46º emp | 40º der |
| 64º |      | Brito Gabriela Aguiar            | 2,5 | 13,5   | 19,0 | 8,5  | -      | 65º der | 46º der | 72º vit | 60º der | 57º vit | 30º der | 59º emp |
| 65º |      | Azevedo Junior Jose Ferreira     | 2,0 | 16,5   | 24,0 | 12,0 | 2144   | 64º vit | 11º der | 61º vit | 26º der | 32º der | 53º der | 57º der |
| 66º |      | Campos Tarcisio Kiefer           | 2,0 | 16,0   | 22,0 | 5,0  | 1920   | 24º der | 27º der | 19º der | 57º der | 77º vit | 70º vit | 56º der |
| 67º |      | Correia Max do Carmo             | 2,0 | 15,5   | 22,0 | 10,0 | 1802   | 41º der | 72º vit | 30º der | 76º vit | 12º der | 52º der | 55º der |
| 68º |      | Almeida Eduardo Stulzer de       | 2,0 | 15,5   | 21,5 | 8,5  | -      | 45º emp | 43º der | 52º der | 53º emp | 69º vit | 44º der | 49º der |
| 69º |      | Estolano Edilson                 | 2,0 | 14,5   | 21,0 | 6,0  | 1878   | 4º der  | 25º der | 42º der | 70º vit | 68º der | 75º vit | 47º der |
| 70º |      | Vilas Boas Crisolon Terto        | 2,0 | 14,5   | 20,0 | 4,0  | 1688   | 28º der | 55º der | 32º der | 69º der | bye     | 66º der | 72º vit |
| 71º |      | Braga Neto Antenor de Carvalho   | 1,5 | 13,5   | 18,5 | 6,0  | 1797   | 63º der | 61º der | bye     | 46º der | 54º der | 72º emp | 62º der |
| 72º |      | Silva Luiz Carlos Dutra da       | 1,5 | 11,0   | 16,0 | 5,0  | 1901   | 26º der | 67º der | 64º der | 77º vit | 53º der | 71º emp | 70º der |
| 73º |      | Teixeira Thiago Santos           | 1,0 | 18,0   | 25,0 | 6,0  | 1812   | 21º der | 32º vit | 39º der | 31º der | 49º der | 57º der | W.O     |
| 74º |      | Silva Claudio Ferreira da        | 1,0 | 18,0   | 24,0 | 6,0  | 1738   | 30º der | bye     | 45º der | 32º der | 44º der | 77º der | W.O     |
| 75º |      | Angelo Emanuel Quintino          | 1,0 | 16,0   | 23,0 | 4,0  | 1820   | 12º der | 31º der | 62º der | bye     | 63º der | 69º der | W.O     |
| 76º |      | Vieira Paulo Cesar               | 1,0 | 15,5   | 23,5 | 5,0  | 2005   | 1º der  | 56º der | 57º vit | 67º der | 61º der | W.O     | W.O     |
| 77º |      | Bastos Gino Martins Borges       | 1,0 | 12,0   | 16,5 | 2,0  | 1869   | 58º der | 44º der | 54º der | 72º der | 66º der | 74º vit | W.O     |
| 78º |      | Aranha Filho Alvaro Z.           | 0,0 | 17,5   | 23,5 | 0,0  | 2278   | 51º der | W.O     | W.O     | W.O     | W.O     | W.O     | W.O     |